# Sanremo in Fiore
Sanremo in Fiore, conosciuto anche come Corso Fiorito o Carnevale dei Fiori, è una sfilata di carri allegorici allestiti con fiori e realizzati da una dozzina di comuni della provincia di Imperia. La manifestazione si svolge a Sanremo la domenica precedente (in genere la seconda domenica di marzo) al sabato in cui si disputa la gara ciclistica Milano-Sanremo.
I premi finali che prevedono 3.000 euro al carro vincitore, 2.000 euro al secondo e 1.000 euro al terzo vengono assegnati ogni anno a quelli che ottengono i primi tre punteggi totali, al termine dalla votazione effettuata dalla giuria, composta dal presidente e dai giurati provenienti dal mondo tecnico-floricolo e da quello artistico, in base alla qualità dell'infioramento e tecnica di realizzazione ed all'impatto visivo, interpretazione ed esecuzione del tema.
Fino al 2010 quando si svolgeva l'ultima domenica di gennaio, precedeva il Festival della canzone, mentre dal 2011 da quando è stata spostata a marzo è successiva. La giunta comunale ha infatti deciso di spostare in via definitiva la competizione dei carri dall'ultima domenica di gennaio ad una diversa di marzo (nel 2011 e nel 2012 fu l'ultima, nel 2013 la seconda, nel 2014 la terza e dal 2015 è la seconda), quando la manifestazione coincise con la Festa della donna), per far conoscere ed apprezzare il clima primaverile della Riviera dei Fiori, mentre il freddo ancora attanaglia il resto d'Italia.
Dal 2020 al 2023 la manifestazione non si è svolta a causa della pandemia Covid.

## Storia
La prima edizione del Corso Fiorito si svolse nel gennaio 1904 con il nome di Festa della Dea Flora, denominazione utilizzata nuovamente anche per l'edizione del 2012. All'epoca sfilarono carrozze ornate e decorate da creazioni floreali lungo le vie cittadine di Sanremo, e con il passare del tempo il successo fu tale da divenire un appuntamento annuale, salvo un'interruzione dal 1966 al 1980.
Ne fu ideata anche un'edizione con il nome di Battaglia dei Fiori, con numerosi carri interamente ricoperti di fiori, che si svolge nella vicina Ventimiglia nel mese di giugno.
Dopo la seconda guerra mondiale la manifestazione prese il nome di Italia in Fiore: ai carri fioriti si affiancarono bande musicali e gruppi folcloristici. La città di Sanremo diventò, grazie a questa manifestazione, la città dei fiori per eccellenza.

### Il Corso Fiorito oggi
Oggi il Corso Fiorito è uno degli eventi cardine del programma delle manifestazioni cittadine, senza dubbio il più atteso tra quelli gratuiti. Le fasi preparatorie durano qualche mese, ma l'infioramento viene effettuato in una sola notte, al fine di utilizzare solo fiori freschi.
La manifestazione si svolge con un percorso ad anello sul lungomare, che ha sostituito il precedente percorso nelle vie centrali della città dei fiori ed è seguita ogni anno da circa 50.000 spettatori, che si recano a Sanremo dal resto della Liguria, dal Piemonte, Valle d'Aosta, Lombardia, Toscana, Umbria e dalla Costa Azzurra in Francia, appositamente per assistere a questo evento.

## Albo d'oro
1996: "Le favole di Walt Disney": comune di Riva Ligure
1997: "Polvere di stelle (teatro di rivista)": comune di Santo Stefano al Mare
1998: "Le donne nell'opera lirica": comune di Bordighera
1999: "I mestieri": comune di Taggia
2000: "Le canzoni del Festival": comune di Seborga
2001: "La Ferrari": comune di Santo Stefano al Mare
2002: "Il treno e la ferrovia": comune di Santo Stefano al Mare
2003: "Le avventure di Pinocchio": comune di Imperia
2004: "Unione paesi europei": comune di Santo Stefano al Mare
2005: "Le regioni italiane": comune di Cipressa
2006: "Il magico mondo del circo": comune di Santo Stefano al Mare
2007: "Il fumetto italiano": Pimpa" del comune di Santo Stefano al Mare
2008: "Le Olimpiadi": "Equitazione, Tokio 1964" del comune di Taggia
2009: "La televisione": "Linea blu" del comune di Imperia
2010: "I grandi interpreti del Festival": "Andamento lento" del comune di Santo Stefano al Mare
2011: "Le città italiane e i 150 anni dell'Unità nazionale": "Genova" del comune di Cipressa
2012: "Le ore del mondo": "Tokyo" del comune di Santo Stefano al Mare
2013: "L'uomo nello spazio": "Alla conquista di nuovi pianeti" del comune di Seborga
2014: "Buon compleanno televisione: i 60 anni": "Buon compleanno Rai Radio televisione Italiana" del comune di Cipressa
2015: "Ma dove vai bellezza in bicicletta! Pedalando tra i comuni del Ponente": "Mafalda" del comune di Santo Stefano al Mare
2016: "C’era una volta… il magico mondo delle fiabe": "La bella addormentata nel bosco" del comune di Taggia
2017: "I supereroi": "Thor" del comune di Santo Stefano al Mare
2018: "Sanremo, Città Europea dello sport 2018": "Equitazione" del comune di Taggia
2019: “Santuario Pelagos… Un mare da amare“ del comune di Cipressa
2024: "Snorkeling" del comune di Pompeiana
2025: "Germania,  Armonie fiorite": comune di Riva Ligure

### Edizioni vinte
| Posizione | Comune                | Vittorie |
| --------- | --------------------- | -------- |
| 1°        | Santo Stefano al Mare | 10       |
| 2°        | Taggia                | 4        |
| 3°        | Cipressa              | 3        |
| 4°        | Imperia               | 2        |
| 4°        | Seborga               | 2        |
| 4°        | Riva Ligure           | 2        |
| 6°        | Bordighera            | 1        |
| 6°        | Pompeiana             | 1        |

Il comune di Sanremo partecipa sempre fuori concorso.

## Foto

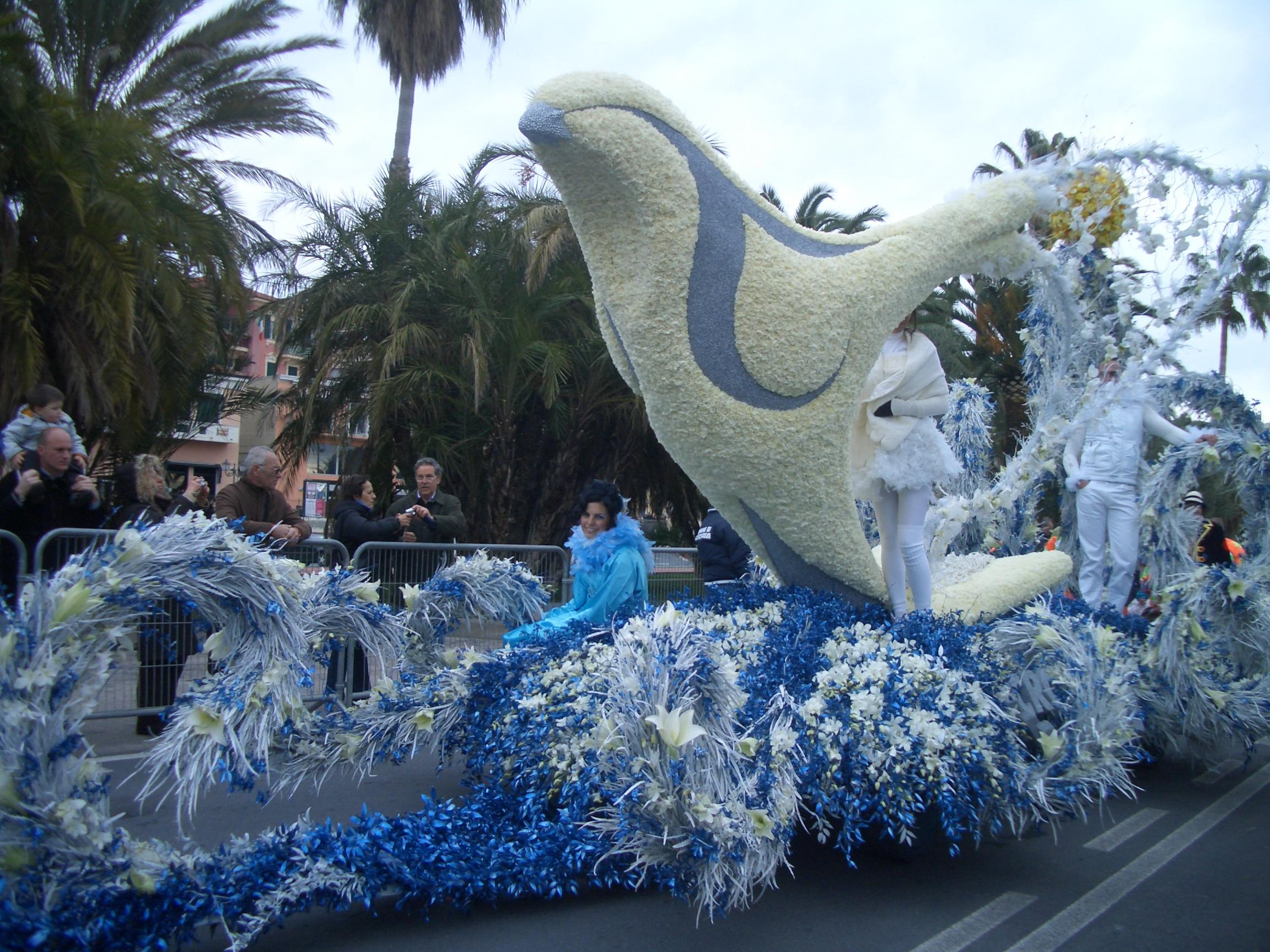
Il carro fiorito Vola Colomba
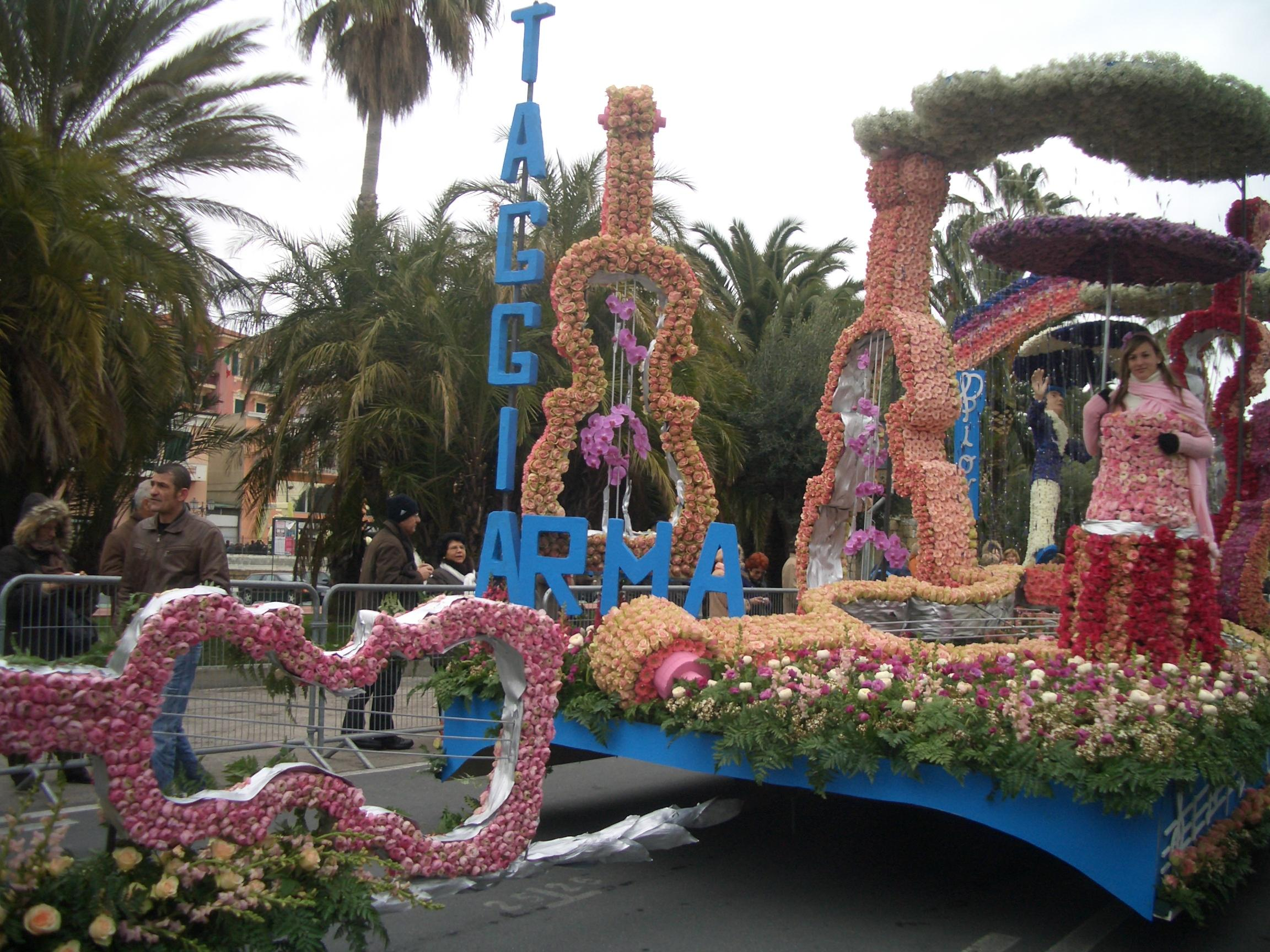
Il carro fiorito Piove
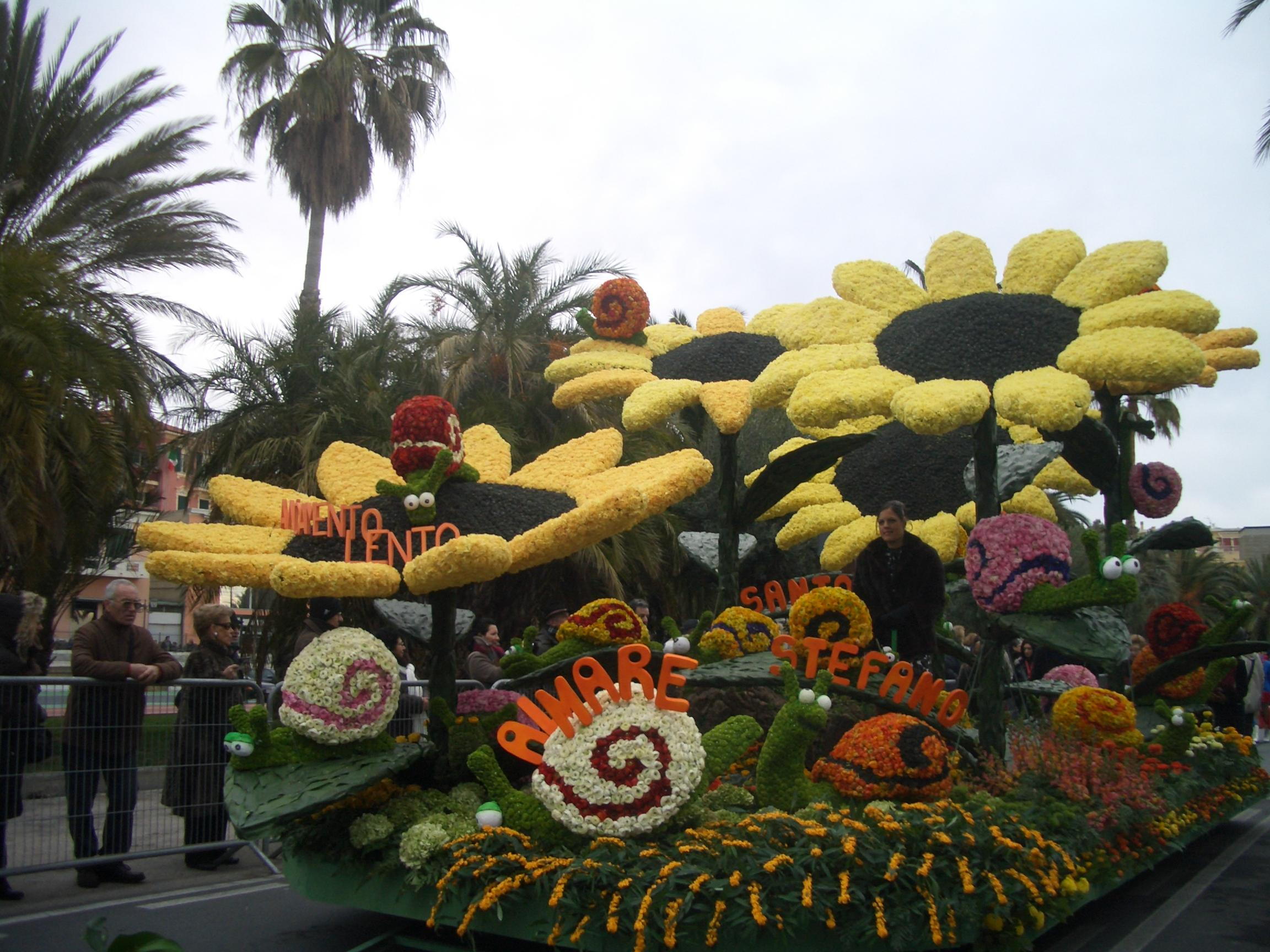
Il carro fiorito Andamento lento
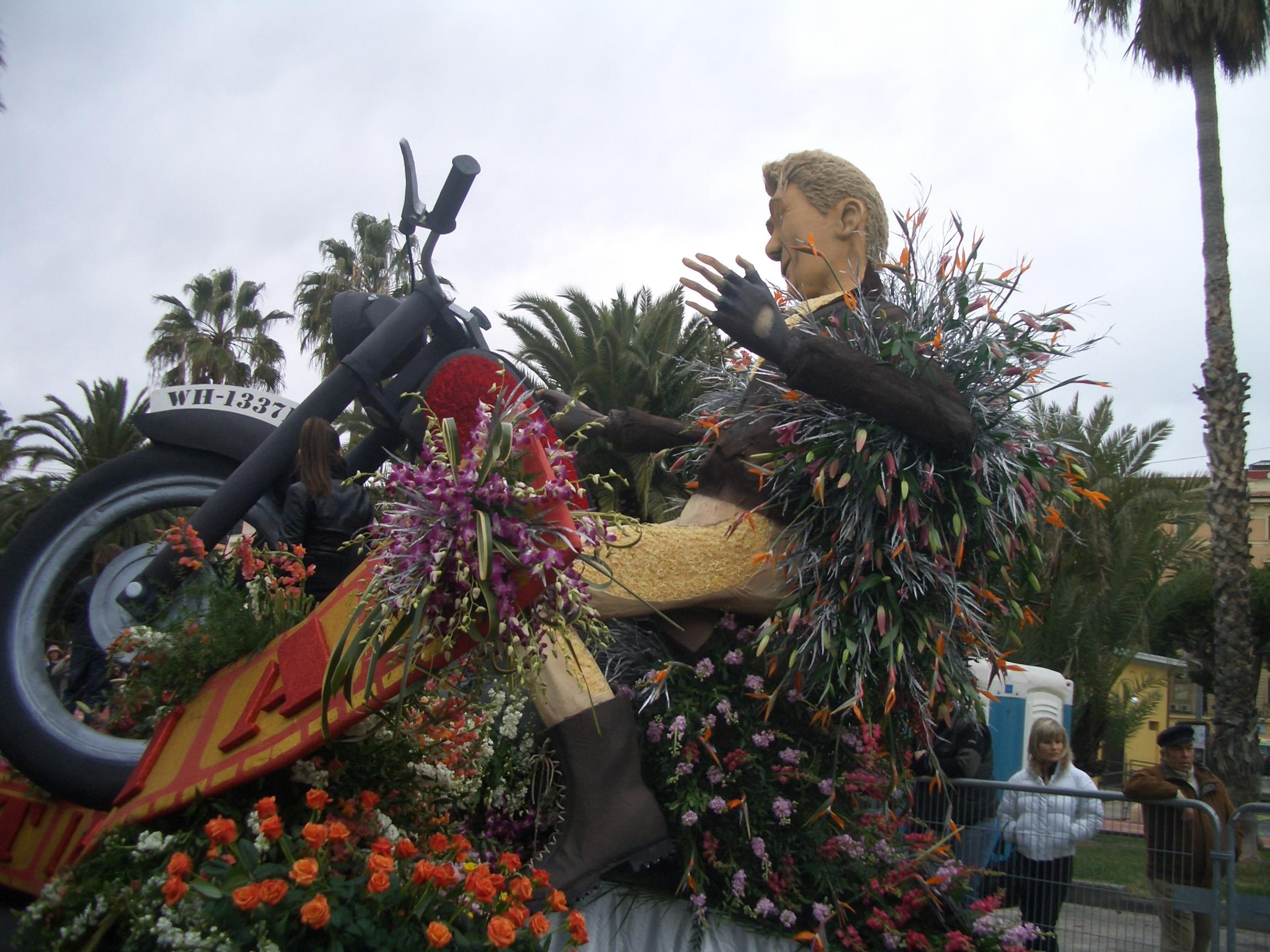
Il carro fiorito Voglio una vita spericolata
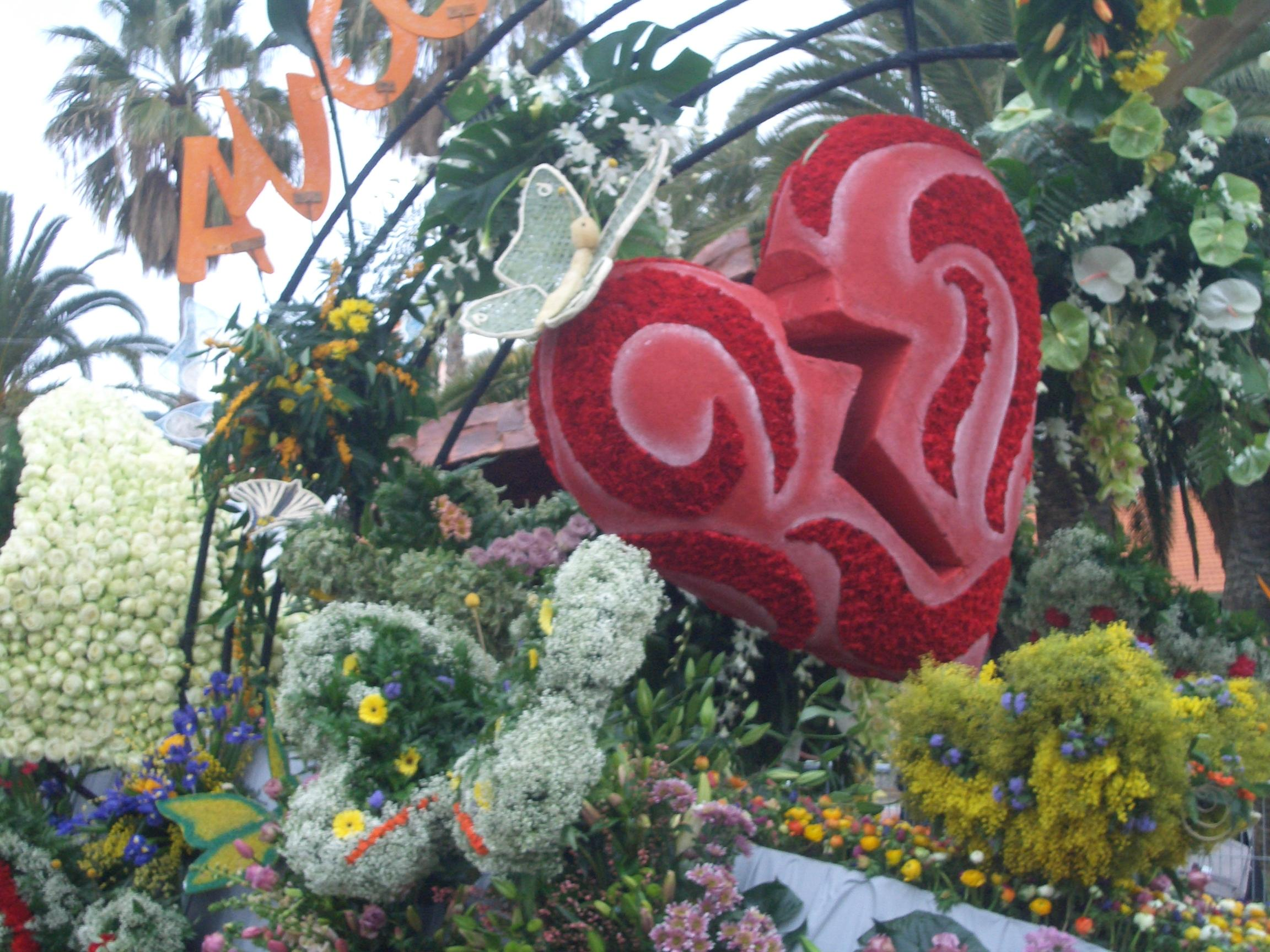
Il carro fiorito Cuore matto
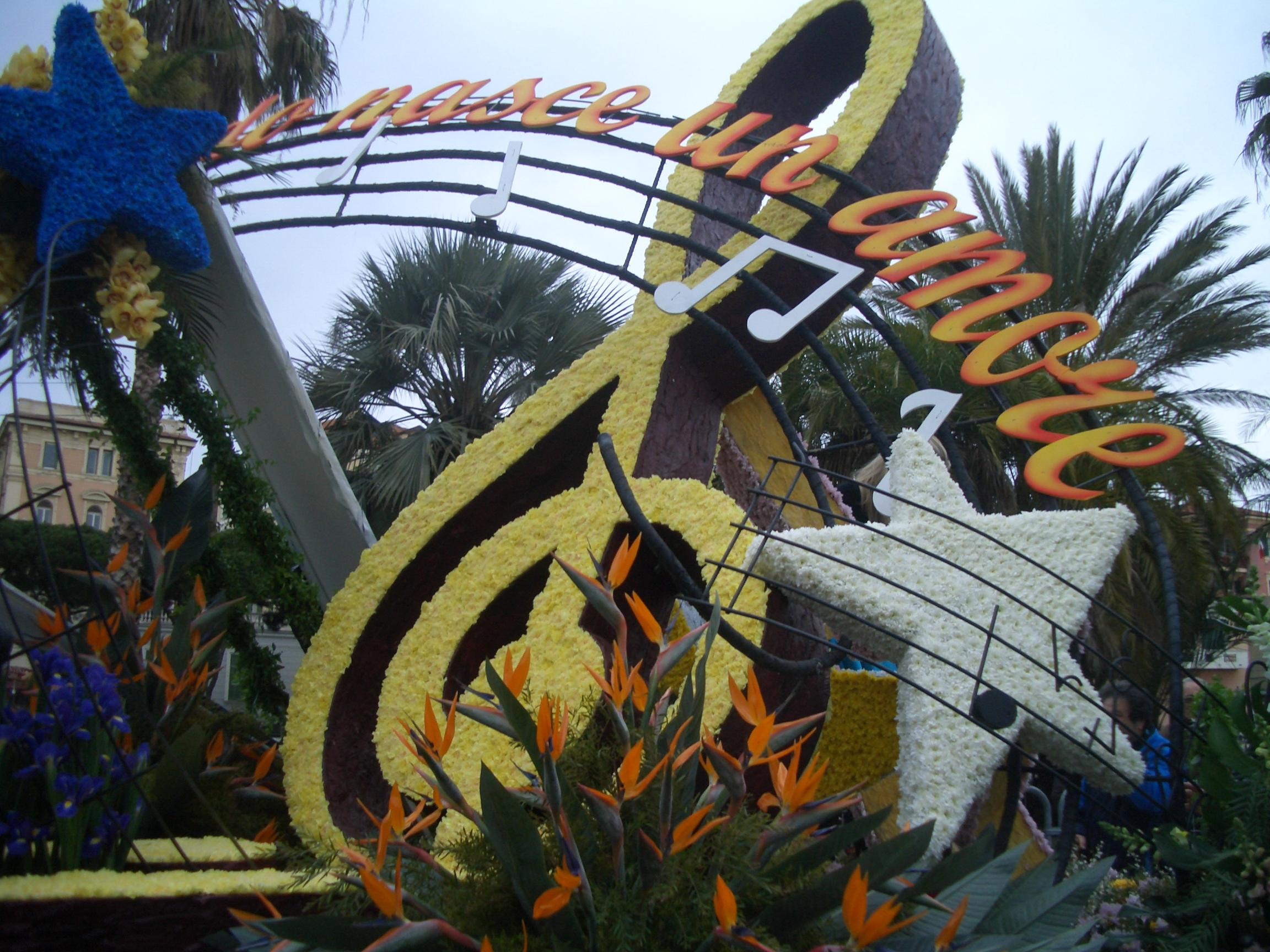
Il carro fiorito Quando nasce un amore
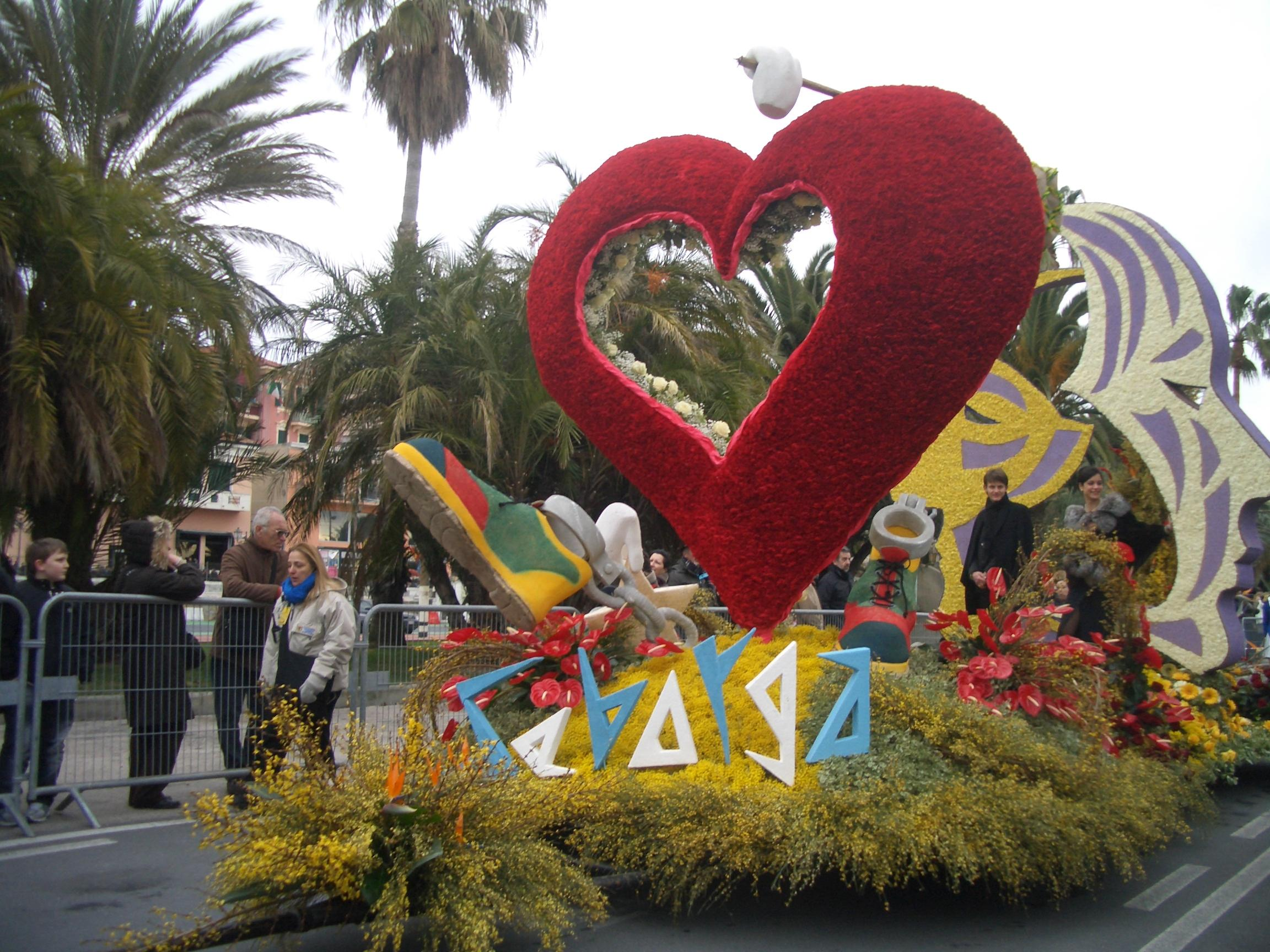
Il carro fiorito di Seborga
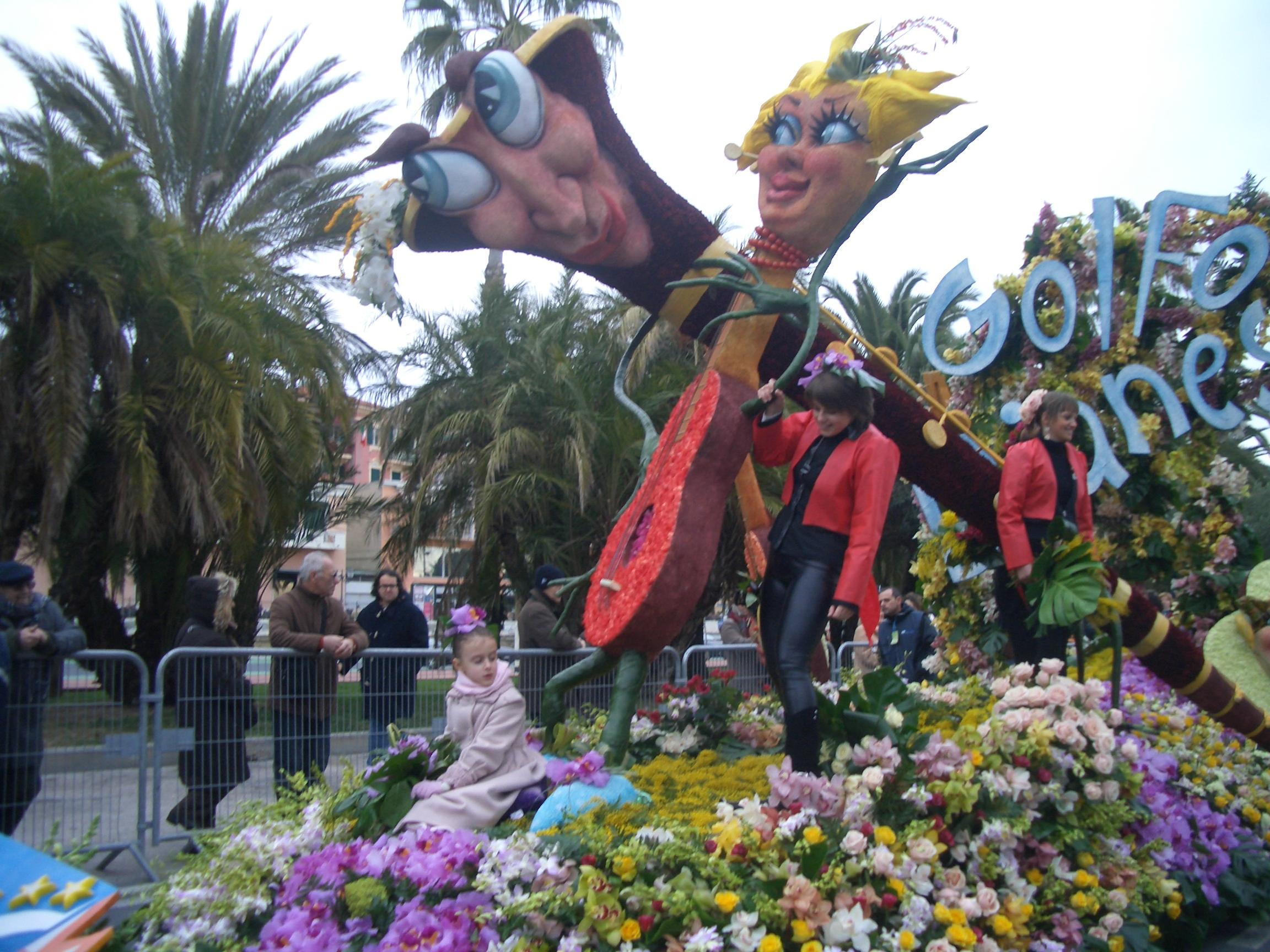
Il carro fiorito del Golfo Dianese